# Goera parabhava
Goera parabhava är en nattsländeart som beskrevs av Schmid 1991. Goera parabhava ingår i släktet Goera och familjen grusrörsnattsländor. Inga underarter finns listade i Catalogue of Life.